# Département de Guaraní
Le département de Guaraní est une des 17 subdivisions de la province de Misiones, en Argentine. Son chef-lieu est la ville d'El Soberbio.
Le département a une superficie de 3 305 km2. Sa population s'élevait à 57 818 habitants, selon le recensement de 2001 (INDEC).